# Murzo
Murzo (in corso Murzo) è un comune francese di 88 abitanti situato nel dipartimento della Corsica del Sud nella regione della Corsica.

## Società

### Evoluzione demografica
Abitanti censiti